# Emanuele (Geolier)
Emanuele è il primo album in studio del rapper italiano Geolier, pubblicato il 10 ottobre 2019 dalla BFM Music e dalla Universal Music Group.
Il 10 luglio 2020 il disco è stato ristampato con sei nuovi inediti e con il titolo Emanuele (marchio registrato).

## Descrizione
L'album è prevalentemente prodotto da Dat Boi Dee, direttore artistico del progetto.

## Tracce
1. Intro – 2:02
2. Senz e me – 2:25
3. Chicano – 3:00
4. Na catena – 2:46
5. Provino – 3:15
6. Dreams – 3:15
7. Vogl sul a te – 3:06
8. Narcos – 3:16
9. Yacht (feat. Luchè) – 1:59
10. Mucho dinero – 3:22
11. Mala – 2:58
12. Como te (feat. Emis Killa) – 3:38
13. Mamacita (feat. Lele Blade) – 3:32
14. New York – 2:25
15. Amo ma chi t sap (feat. MV Killa e Gué Pequeno) – 3:30
16. Emanuele – 2:46

Tracce bonus in Emanuele - Marchio registrato
1. Vittoria – 2:57
2. Capo – 2:32
3. Sorry – 2:46
4. Moncler – 3:40
5. Na catena RMX (feat. Roshelle) – 2:46
6. Narcos RMX (feat. Lazza) – 3:15

Durata totale: 17:56

## Classifiche

### Classifiche settimanali

#### Emanuele
| Classifica (2019) | Posizione massima |
| ----------------- | ----------------- |
| Italia            | 3                 |

#### Emanuele - Marchio registrato
| Classifica (2020) | Posizione massima |
| ----------------- | ----------------- |
| Italia            | 2                 |

### Classifiche di fine anno
| Classifica (2019) | Posizione |
| ----------------- | --------- |
| Italia            | 96        |
| Classifica (2020) | Posizione |
| Italia            | 14        |
| Classifica (2021) | Posizione |
| Italia            | 58        |
| Classifica (2022) | Posizione |
| Italia            | 98        |
| Classifica (2023) | Posizione |
| Italia            | 53        |
| Classifica (2024) | Posizione |
| Italia            | 56        |